# Myriam Lamare
Myriam Lamare (* 1. Januar 1975 in Saint-Denis) ist eine französische Boxerin. Sie war Welt- und Europameisterin bei den Amateurboxerinnen und ist Weltmeisterin bei den Profiboxerinnen.

## Werdegang

### Amateurbereich
Myriam Lamare ist die Tochter algerischer Einwanderer nach Frankreich. Aufgewachsen in Saint Denis, wo sie als Jugendliche Leichtathletik betrieb, verzog sie später nach Toulouse und begann dort im Jahre 1996 bei einem Boxverein mit dem Training. Ihr erster Trainer wurde Louis Lavaly, der sie über viele Jahre betreute. Als Profiboxerin wurde sie in Marseille ansässig, wo sie immer noch wohnt.
Im Jahre 1999 wurde sie erstmals französische Meisterin im Halbweltergewicht (damals bis 63,5 kg Körpergewicht). Diesen Titel gewann sie auch in den Jahren 2000, 2001 und 2002. Im April 2000 belegte sie beim 2. Womens European Cup in Macon/Frankreich, einem Vorläuferwettbewerb der Frauen-Europameisterschaften, im Halbweltergewicht den 3. Platz. Nach einem Sieg über Saida Gasanowa aus der Ukraine unterlag sie dort im Halbfinale der Schwedin Frida Wallberg knapp nach Punkten (3:4). Im Mai 2000 holte sie sich mit einem Punktsieg über Tanja Robertsson aus Kanada im Finale des Feenix-Cups in Turku/Finnland den Sieg im Halbweltergewicht.
Bei der 1. Europameisterschaft im Frauenboxen im französischen Saint-Amand-les-Eaux im April 2001 gelang ihr im Viertelfinale die Revanche gegen Frida Wallberg. Sie besiegte sie klar mit 10:6 Punkten. Im Halbfinale wurde sie Punktsiegerin über Julia Nemzowa aus Russland und im Finale gewann sie über Nikoletta Kavka aus Griechenland durch Abbruch i.d. 3. Runde und wurde damit Europameisterin. Im Oktober 2001 wiederholte Myriam Lamare in Turku ihren Turniersieg beim Feenix-Cup. Sie bezwang dabei die Finnin Terha Lukka knapp nach Punkten (15:14). Bei der 1. Weltmeisterschaft im Frauenboxen in Scranton/USA besiegte sie im Halbweltergewicht Natalia Ostroumowa aus Israel durch Abbruch i.d. 1. Runde und wurde Punktsiegerin über Donna Mancuso aus Kanada (19:12). Im Finale stand sie ihrer alten Rivalin Frida Wallberg gegenüber und verlor diesen Kampf knapp mit 10:12 Punkten. Damit war sie Vizeweltmeisterin.
2002 wurde Myriam Lamare Turniersiegerin beim Witch-Cup in Pécs/Ungarn. Dort besiegte sie im Finale die Dänin Vinnie Skovgaard durch Abbruch i.d. 1. Runde. Bei der 2. Weltmeisterschaft der Frauen in Antalya/Türkei zeigte sie sich in hervorragender Form und holte sich mit einem Sieg im Finale über die Türkin Yasemin Ustalar den Weltmeistertitel. Die Bronzemedaillen gingen an Saida Gasanowa und Daniela David aus Rumänien. Leider sind von dieser Meisterschaft die Einzelergebnisse nicht bekannt.
In ihrem letzten Jahr im Amateurlager, 2003, siegte sie bei Turnieren in Caorle/Italien (Torneo Italia) und in Poitiers. In den Endkämpfen besiegte sie dabei Manuela Marcenario aus Italien durch Abbruch i.d. 2. Runde und Virginia Chaillou aus Frankreich durch Abbruch i.d. 1. Runde. Zwischen diesen beiden Turnieren war sie im Mai 2003 in Pécs/Ungarn zum zweiten Mal Europameisterin im Halbweltergewicht geworden. Sie siegte dabei vor Maria Karlowa aus Russland und Anastasia Sawinowa.
Myriam Lamare bestritt im Amateurlager insgesamt 45 Kämpfe, von denen sie 42 gewann.

### Profibereich
Bereits im Amateurlager zeigte Myriam Lamare eine für Frauen außergewöhnliche Schlaghärte. Mit dieser Schlaghärte war sie für das Profiboxen prädestiniert. Das zeigten schon die beiden ersten Kämpfe als Profiboxerin, die sie am 10. Oktober 2003 bzw. am 14. November 2003 in Marseille bzw. in Levallois-Perret bestritt. Sie siegte dabei über Katalin Csehi aus Ungarn und über Laura Stefanescu aus Rumänien jeweils durch Techn. KO i.d. 1. Runde. Nach fünf weiteren Siegen bestritt sie am 8. November 2004 im Palais Omnisport in Paris-Bercy/Frankreich ihren ersten Titelfight. Es ging dabei gegen Eliza Olson aus den Vereinigten Staaten um den vakanten WBA Frauen-Leicht-Weltergewichts-Titel. In dem über 10 Runden gehenden Gefecht erhielt sie von allen drei Kampfrichtern jeweils alle 10 Runden zugesprochen (dreimal 100:90). Mit diesem haushohen Punktsieg wurde sie damit erstmals Profiweltmeisterin im Leicht-Weltergewicht.
Auch in ihren beiden ersten Titelverteidigungen siegte Myriam Lamare vorzeitig. So besiegte sie am 29. April 2005 im Palais des Sports in Marseille Elena Twerdochleb aus der Ukraine durch Techn. KO i.d. 10. Runde und am 9. Juli 2005 in Le Cannet/Frankreich Eva Weston aus Trinidad & Tobago durch Techn. KO i.d. 3. Runde. Bei der nächsten Titelverteidigung am 5. Dezember 2005 im Palais Omnisport in Paris-Bercy ging es zusätzlich um den vakanten WIBF Womens-International-Boxing-Federation Halbweltergewichtstitel. Myriam Lamare gewann diesen Kampf gegen die Engländerin Jane Couch wieder durch Techn. KO i.d. 3. Runde.
Am 18. März 2006 und am 15. Juli 2006 kämpfte sie zweimal gegen Belinda Laracuente aus Puerto Rico um den BWA Female-Leicht-Weltergewichts-Titel. Diese Kämpfe fanden im Palais des Sport Marcel Cerdan in Levallois-Perret bzw. im La Palestre in Le Cannet statt. Beide Male siegte sie dabei nach 10 Runden einstimmig nach Punkten (99:92, 97:93, 99:91 und 97:93, 98:93 u. 97:93). Am 2. Dezember 2006 bestritt Myriam Lamare dann im Palais Omnisports in Paris-Bercy einen Titelkampf gegen ihre französische Landsfrau Anne Sophie Mathis. Es ging dabei um ihren WBA Frauen-Leicht-Weltergewichts-Titel und um den EBU Frauen-Leicht-Weltergewichts-Titel. Dabei musste sie sich in der 7. Runde durch Techn. KO geschlagen und verlor ihren Weltmeistertitel. Am 29. Juni 2007 fand im Palais des Sports in Marseille der Revanchekampf zwischen Myriam Lamare und Anne Sophie Mathis statt, bei dem es um den WBA Female-Leicht-Weltergewichts-Titel ging. Auch diesmal verlor Myriam Lamare. Ihre Punktniederlage fiel aber mit 1:2 Punktrichterstimmen knapp aus (+95:95, 93:96, 92:98).
Nach einigen gewonnenen Aufbaukämpfen erhielt sie dann am 23. Januar 2009 in Albuquerque/New Mexico die Chance gegen die US-Amerikanerin Holly Holm um den WIBA Womens International Boxing Association Weltergewichts-Titel zu kämpfen. Sie verlor diesen Kampf über 10 Runden einstimmig nach Punkten (92:98, 93:97 u. 94:96). Durch ihre gute Leistung, die sie dabei bot, war sie aber wieder im Geschäft und besiegte am 9. Oktober 2009 im Salle Vallier in Marseille Ann Saccurato aus den Vereinigten Staaten im Kampf um den vakanten WBF Female World-Boxing-Federation-Leicht-Halbweltergewichts-Titel klar nach Punkten (99:92, 99:90 u. 100:90) und war damit wiederum Weltmeisterin eines Verbandes. Diesen Titel verteidigte sie am 6. November 2010 in Val de l’Arc, Aix-en-Provence gegen die in Deutschland lebende Italienerin Lucia Morelli, die sie durch Techn. KO i.d. 6. Runde besiegte.